# Xanthanomis duplicata
Xanthanomis duplicata är en fjärilsart som beskrevs av Walker 1865. Xanthanomis duplicata ingår i släktet Xanthanomis och familjen nattflyn. Inga underarter finns listade i Catalogue of Life.